# Kisar (isola)
Kisar è un'isola Indonesiana dell'arcipelago delle Piccole Isole della Sonda, sita a 30 km a nord-est di Timor, fra quest'ultima e le isole Wetar, Romang e Leti.

## Etimologia
Il nome venne dato all'isola dagli olandesi. Il primo ufficiale olandese che chiese ad un indigeno come si chiamasse l'isola, indicando al contempo il terreno, si sentì rispondere Kiasar, che nella lingua locale significava sabbia bianca.

## Storia

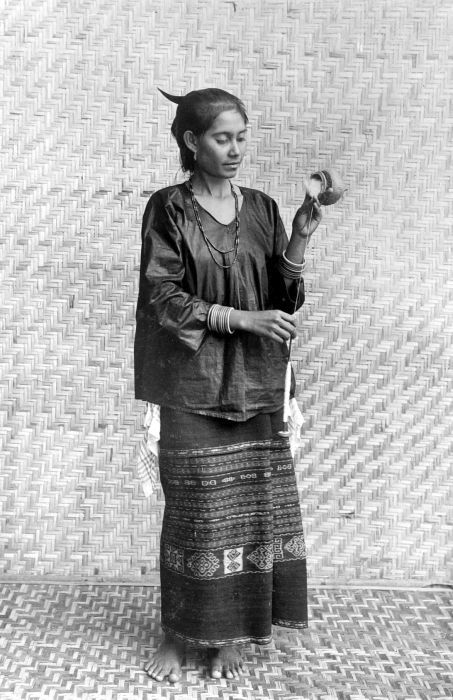
Una donna di Kisar (1929)

Nel 1665 Kisar divenne una base militare della Compagnia olandese delle Indie orientali ed integrata nella provincia di Banda. Nel 1795 venne occupata dagl'inglesi, ma nel 1803 entrò a far parte della Repubblica Batava e poi del Regno d'Olanda, sotto il dominio francese. Nel 1810 tornò sotto il Regno Unito e nel 1817 nuovamente sotto gli olandesi, che vi rimasero anche dopo il 1819, quando non fu più considerata un punto d'appoggio strategico.
Fra la popolazione di Kiesar ed il regno di Vemasse, sito nell'attuale distretto di Baucau sull'isola di Timor, vi erano stretti rapporti, tanto che il Raja di Kiesar versava un tributo annuo al Liurai (signore) di Vemasse.
Solo alla fine del XIX secolo il governatore portoghese di Timor, José Celestino da Silva, pose termine ad ogni contatto, poiché il Raja di Kiesar si era rifiutato di convertirsi dal protestantesimo al cattolicesimo. Tuttavia, 15 anni dopo, i contatti ripresero, quando il Raja di Kiesar con una flotta di 20 piccole imbarcazioni sbarcò sulla spiaggia di Timor.
Nel 1942, nel corso della seconda guerra mondiale, Kisar venne occupata dalle truppe giapponesi. La popolazione di Kisar venne trascinata sull'isola di Timor per essere impiegata in lavori forzati e le donne di Kisar furono costrette a lavorare nel cosiddetto "ristorante giapponese", un locale di comfort women a Lautém, nell'attuale Timor Est.
Nel 1950 Kisar entrò a far parte della Repubblica delle Molucche del Sud. 

### Popolazione

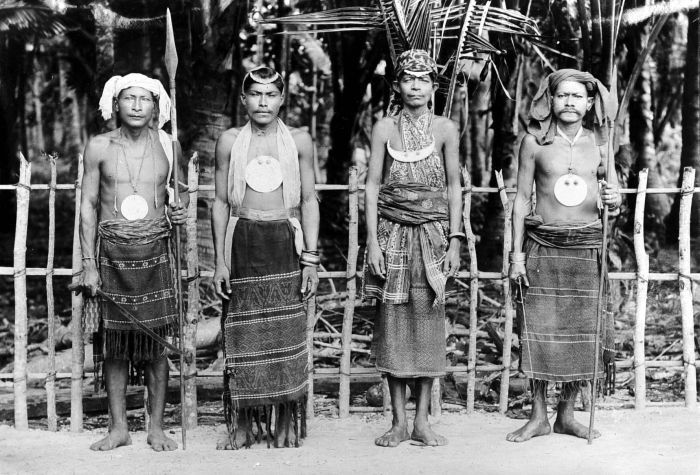
Abitanti di Kisar nel periodo coloniale

Ancora all'inizio del XX secolo gli abitanti di Kisar erano suddivisi in diverse caste. Quella meno numerosa formava quella dei Marna (nobili), un numero venti volte superiore costituiva la casta dei Wahoeroe (contadini) ed il triplo dei primi costituiva la casta degli Stam (ex schiavi). Probabilmente i Wahoeroe discendono dai primi abitanti dell'isola.
Ancor oggi vivono normali discendenti di soldati europei e donne indigene. Tra di essi si trovano infatti cognomi quali  Joostenz, Wouthyusen, Caffin, Lerrick, Peelman, Lander, Ruff, Bellmin-Belder, Coenradi, van Delsen, Schilling e  Bakker.

## Lingue
La lingua originale dell'isola è l'austronesiana meher. Essa è parlata in 19 località ed è simile alla ormai esttimorense lingua morta makuva. In due villaggi del sud è parlato l' Oirata, un dialetto della lingua fataluku.

## Fauna
Il barbagianni di Kisar è una specie particolare di questi uccelli, che vive solo in quest'isola. Esso è simile alla specie indiana nel colore, tuttavia la parte superiore è color giallo ocra ed numerosi ampi punti neri. La parte inferiore ha strisce brunastre.

## Trasporti
Dalla metà del 2003 la compagnia aerea indonesiana Merpati Nusantara Airlines offre un collegamento giornaliero Kupang – Kalabhi – Kisar e ritorno.